# پیترز مارلند

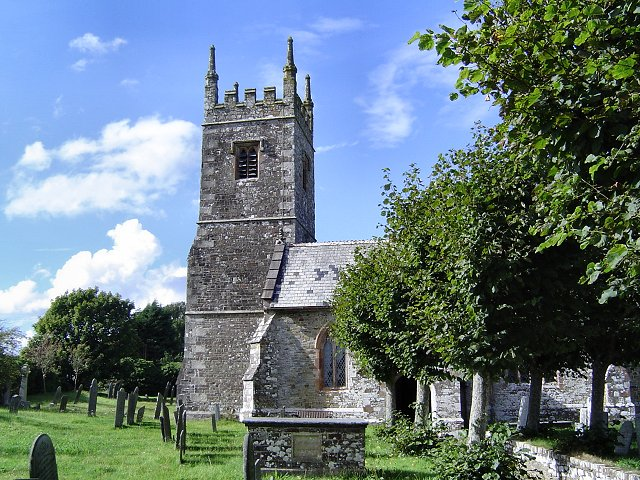
کلیسای صومعه سنت پیتر

پیترز مارلند (انگلیسی: Peters Marland) یک روستای کوچک و قلمرو شهری در ناحیه دولتی دوون، انگلستان است.